# Liburnia quadrispinosa
Liburnia quadrispinosa är en insektsart som först beskrevs av Frederick Arthur Godfrey Muir 1919.  Liburnia quadrispinosa ingår i släktet Liburnia och familjen sporrstritar. Inga underarter finns listade i Catalogue of Life.